# Zjawisko Leidenfrosta
Zjawisko Leidenfrosta – zjawisko dotyczące opóźnionego parowania cieczy, opisane i wyjaśnione przez niemieckiego lekarza, fizyka i chemika Johanna Leidenfrosta w roku 1756.
Efekt przejawia się np. w tym, że kropla cieczy, upadając na rozgrzane podłoże, nie wyparowuje od razu. Zamiast tego zachowuje przez pewien czas kulisty kształt i wykonuje gwałtowne ruchy. W pewnym zakresie temperatur czas potrzebny na całkowite odparowanie kropli o zadanej (stałej) masie i temperaturze początkowej jest tym większy, im wyższa jest temperatura gorącego podłoża. Jest to spowodowane różnicą pomiędzy szybkością transportu masy a szybkością przewodzenia ciepła: wywołana parowaniem utrata wierzchnich warstw cieczy od spodu kropli następuje szybciej, niż przekaz ciepła do jej wnętrza. Ponadto wytworzona w ten sposób para tworzy poduszkę izolującą kroplę od podłoża, jeszcze bardziej ograniczając dopływ ciepła. Brak tarcia i wyrzuty pary umożliwiają kropli gwałtowne ruchy.
Innym aspektem tego zjawiska jest to, że przy zanurzaniu w cieczy gorącego obiektu o temperaturze znacznie przekraczającej jej temperaturę wrzenia, początkowo obserwuje się gwałtowne wrzenie, później chwilę ciszy i ostatnią gwałtowną falę wrzenia. Przykładem może być zanurzanie przedmiotu o temperaturze pokojowej w dewarze z ciekłym azotem.
Efekt jest wywołany tym, że na początku procesu powstaje warstwa pary cieczy otaczająca przedmiot. Kiedy różnica pomiędzy temperaturą powierzchni przedmiotu a cieczą zbliża się do punktu Leidenfrosta, warstwa pary staje się stabilna i w znacznym stopniu ogranicza przepływ ciepła – etap ten objawia się jako „cisza”. Ponowne gwałtowne wrzenie spowodowane jest przejściem poniżej punktu Leidenfrosta. Wtedy następuje przerwanie filmu parowego i dochodzi do bezpośredniego kontaktu cieczy z przedmiotem (a przez to zwiększenie przepływu ciepła od przedmiotu do cieczy) – rozpoczyna się wrzenie w fazie przejściowej, a następnie wrzenie bąbelkowe.
Efekt ten może być niebezpieczny, gdyż może doprowadzić do rozpryskiwania się cieczy. By tego uniknąć, należy elementy zanurzane w cieczy opuszczać powoli, tak by przedmiot ochładzał się poniżej temperatury Leidenfrosta fragmentami.
Zjawisko to obserwuje się również dla innych cieczy, na przykład ciekłego tlenu kapiącego na stół o temperaturze pokojowej.